# James DeGale
James DeGale (ur. 3 lutego 1986 w Londynie) – angielski bokser, złoty medalista igrzysk olimpijskich w Pekinie w wadze średniej. Były zawodowy mistrz Europy, mistrz świata federacji IBF kategorii super średniej.

## Kariera amatorska
Największym sukcesem DeGale’a był złoty medal, podczas igrzysk olimpijskich w Pekinie.
Walki olimpijskie (Pekin 2008)
1. Mohamed Hikal (Egipt) 13-4
2. Shawn Estrada (USA) 11-5
3. Bakhtiyar Artayev (Kazachstan) 8-3
4. Darren Sutherland (Irlandia) 10-3
5. Emilio Correa (Kuba) 16-14

Karierę amatorską zakończył z rekordem 79-16.

## Początki kariery zawodowej
DeGale, karierę zawodową rozpoczął w 2009 roku, pokonując jednogłośnie na punkty Gruzina Vepkhię Tchilaia.
w 7 zawodowej walce, zmierzył się o wakujący pas WBA International, stopując w 5 starciu brytyjczyka Sama Hortona. 11 grudnia 2010 roku, zmierzył się z rodakiem Paulem Smithem. Pokonał go przez TKO w dziewiątej rundzie, gdy sędzia przerwał pojedynek z powodu rozcięcia.

## DeGale vs Groves
Pierwszej porażki na zawodowym ringu doznał 21 maja 2011 roku, jego rywalem był George Groves. Walka była szalenie wyrównana i nikt nie osiągnął widocznej przewagi. Ostatecznie po znakomitej walce, przez decyzję większości po dwunastu rundach, zwyciężył Groves, odbierając DeGale’owi pas. Wynik walki uznano za kontrowersyjny, gdyż według większości obserwatorów i ekspertów, walka powinna zakończyć się remisem.

## Mistrzostwo Europy
Następnym rywalem DeGale’a, był Polak aktualny wtedy mistrz EBU Piotr Wilczewski. Mimo iż faworytem był brytyjczyk, Wilczewski nie ustępował mu na krok. Po ciekawym pojedynku, DeGale zwyciężył przez decyzję większości (115-113, 114-114, 115-113), odbierając Polakowi mistrzostwo Europy.
21 kwietnia 2012r, w pierwszej obronie EBU, zmierzył się z byłym mistrzem świata Cristianem Sanavią. DeGale zdominował 2 pierwsze rundy, lecz w 3 Włoch posłał go na deski po prawym sierpowym, odbyło się jednak bez liczenia. Koniec nastąpił w czwartej rundzie, kiedy Sanavia, był trzy razy liczony. Sędzia przerwał pojedynek po kolejnym nokdaunie Włocha.
W drugiej obronie tytułu, zmierzył się z Haddilahem Mohoumadim. DeGale był faworytem, ale Francuz dał z siebie wszystko, lecz przegrał jednogłośnie na punkty, po świetnym widowisku. (116-112, 117-111, 119-109).

## Dalsza kariera
8 grudnia 2012r, jego rywalem był kolumbijski weteran Fulgencio Zúñiga. DeGale całkowicie zdominował w 3 rundzie posyłając do na deski, jednak ten wstał i walczył dalej. Ostatecznie kolumbijczyk przetrwał 12 rund, lecz przegrał wysoko na punkty (118-109, 118-109, 118-109). Stawką walki był pas WBC Silver.
23 maja 2015 w Bostonie pokonał jednogłośnie na punkty 114:112, 117:109 i 114:112 Amerykanina Andre Dirrella (24-2, 16 KO), zdobywając tytuł mistrza świata federacji IBF kategorii super średniej
14 stycznia 2017 roku w Barclays Centre w Nowym Jorku zremisował (114-112, 113-113, 113-113) pojedynek z Badou Jackiem (21-1-1, 12 KO), dzięki czemu zachował mistrzowski pas federacji IBF.
9 grudnia 2017 roku w Londynie utracił mistrzowski pas organizacji IBF, przegrywając na punkty (114-114, 112-115, 112-116) z Amerykaninem Calebem Truax (29-3-2, 18 KO).
7 kwietnia 2016 w Las Vegas w pojedynku rewanżowym odzyskał tytuł mistrza świata kategorii super średniej federacji IBF. Pokonał jednogłośnie na punkty 114:113, 114:113 i 117:110 Caleba Truax.
23 lutego 2019 w Londynie przegrał na punkty 112-114, 112-115 i 109-117 z Chrisem Eubankiem Jr. (28-2, 21 KO).